# Nicki Thiim
Nicki Thiim (Auckland, 17 aprile 1989) è un pilota automobilistico danese, due volte campione del Mondiale Endurance nella classe LMGTE Pro, vincitore della 24 Ore di Le Mans 2014 nella classe GTE AM e vincitore assoluto della 24 Ore di Spa 2024.

## Carriera
Dopo aver gareggiato nel karting fino in 2004, Thiim e passato in monoposto dove nel 2006 ha vinto il campionato danese di Formula Ford. Dal 2007 passa alle corse di auto da turismo e l'anno successivo ha vinto la SEAT León Supercoppa di germania con 8 vittorie in 16 gare.
Dal 2011 al 2014 partecipa alla Porsche Supercup, serie monomarca dove ottiene sei vittorie e il titolo di campione nel 2013.

### WEC e 24 Ore di Le Mans
Nel 2013 oltre a correre nella Porsche Supercup si unisce al team Aston Martin Racing per correre part-time nel Campionato del mondo endurance nella classe GTE AM. L'anno seguente vince con Aston Martin Vantage GTE la 24 Ore di Le Mans e dal 2015 diventa pilota titolare del Aston nella classe GTE Pro. Nel 2016 collezione due vittorie ed altri quattro podi che portano Thiim e Marco Sørensen a laurearsi campioni nella classe GTE Pro.
Dopo due anni negativi dove ottiene solo due vittorie, nella stagione 2019-2020 sempre insieme a Sørensen ottiene tre vittorie e il terzo posto alla 24 Ore di Le Mans. Il duo si laurea campione per la seconda volta.
Nel 2021 Thiim corre solo a Le Mans mentre nel 2022 torna a tempo pieno nel mondiale ma corre nella classe GTE AM. Con l'Aston Martin Vantage AMR del team Northwest AMR ottiene la vittoria nella 1000 Miglia di Sebring e altri due podi che portano il pilota danese a chiudere secondo in classifica.

### DTM
Nel 2022 Thiim partecipa ai primi due round del Deutsche Tourenwagen Masters con la Lamborghini Huracán GT3 Evo del team T3 Motorsport. Nel 2024 diventa pilota a tempo pieno del team SSR Performance sempre guidando per la Lamborghini.

## Risultati

### Risultati 24 ore di Le Mans
| Anno | Team                | Co-Piloti                                 | Auto                     | Classe  | Giri | Pos. | Classe Pos. |
| ---- | ------------------- | ----------------------------------------- | ------------------------ | ------- | ---- | ---- | ----------- |
| 2014 | Aston Martin Racing | David Heinemeier Hansson Kristian Poulsen | Aston Martin Vantage GTE | GTE Am  | 334  | 17°  | 1°          |
| 2015 | Aston Martin Racing | Christoffer Nygaard Marco Sørensen        | Aston Martin Vantage GTE | GTE Pro | 330  | 27°  | 4°          |
| 2016 | Aston Martin Racing | Marco Sørensen Darren Turner              | Aston Martin Vantage GTE | GTE Pro | 338  | 23°  | 5°          |
| 2017 | Aston Martin Racing | Marco Sørensen Richie Stanaway            | Aston Martin Vantage GTE | GTE Pro | 334  | 25°  | 9°          |
| 2018 | Aston Martin Racing | Marco Sørensen Darren Turner              | Aston Martin Vantage AMR | GTE Pro | 339  | 23°  | 8°          |
| 2019 | Aston Martin Racing | Marco Sørensen Darren Turner              | Aston Martin Vantage AMR | GTE Pro | 132  | DNF  | DNF         |
| 2020 | Aston Martin Racing | Marco Sørensen Richard Westbrook          | Aston Martin Vantage AMR | GTE Pro | 343  | 22°  | 3°          |
| 2021 | Aston Martin Racing | Marcos Gomes Paul Dalla Lana              | Aston Martin Vantage AMR | GTE Am  | 45   | DNF  | DNF         |
| 2022 | Northwest AMR       | Paul Dalla Lana David Pittard             | Aston Martin Vantage AMR | GTE Am  | 342  | 36°  | 3°          |

### Campionato del mondo endurance
| Anno    | Squadra             | Classe    | Vettura                  | SIL | SPA | LMS | SÃO | COA | FUJ | SHA | BHR |     | Punti | Pos. |
| ------- | ------------------- | --------- | ------------------------ | --- | --- | --- | --- | --- | --- | --- | --- | --- | ----- | ---- |
| 2013    | Aston Martin Racing | LMGTE Am  | Aston Martin Vantage GTE |     |     |     | Rit | 2   |     | Rit | 1   |     | 45    | 7°   |
| Anno    | Squadra             | Classe    | Vettura                  | SIL | SPA | LMS | COA | FUJ | SHA | BHR | SÃO |     | Punti | Pos. |
| 2014    | Aston Martin Racing | LMGTE Am  | Aston Martin Vantage GTE | 1   |     | 1   |     | 1   |     | 1   | 2   |     | 144   | 3°   |
| Anno    | Squadra             | Classe    | Vettura                  | SIL | SPA | LMS | NÜR | COA | FUJ | SHA | BHR |     | Punti | Pos. |
| 2015    | Aston Martin Racing | LMGTE Pro | Aston Martin Vantage GTE | 4   |     | 6   |     |     |     |     | 4   |     | 41    | 13°  |
| Anno    | Squadra             | Classe    | Vettura                  | SIL | SPA | LMS | NÜR | MEX | COA | FUJ | SHA | BHR | Punti | Pos. |
| 2016    | Aston Martin Racing | LMGTE Pro | Aston Martin Vantage GTE | 3   | Rit | 2   | 3   | 3   | 1   | 5   | 4   | 1   | 156   | 1°   |
| Anno    | Squadra             | Classe    | Vettura                  | SIL | SPA | LMS | NÜR | MEX | COA | FUJ | SHA | BHR | Punti | Pos. |
| 2017    | Aston Martin Racing | LMGTE Pro | Aston Martin Vantage GTE | 6   | 8   | 5   | 4   | 1   | 4   | 7   | 5   | 7   | 104   | 6°   |
| Anno    | Squadra             | Classe    | Vettura                  | SPA | LMS | SIL | FUJ | SHA | SEB | SPA | LMS |     | Punti | Pos. |
| 2018-19 | Aston Martin Racing | LMGTE Pro | Aston Martin Vantage AMR | 7   | 5   | 17  | 6   | 1   | 9   | 7   | Rit |     | 65,5  | 9°   |
| Anno    | Squadra             | Classe    | Vettura                  | SIL | FUJ | SHA | BHR | COA | SPA | LMS | BHR |     | Punti | Pos. |
| 2019-20 | Aston Martin Racing | LMGTE Pro | Aston Martin Vantage AMR | 5   | 1   | 5   | 1   | 1   | 2   | 3   | 5   |     | 172   | 1°   |
| Anno    | Squadra             | Classe    | Vettura                  | SEB | SPA | LMS | MON | FUJ | BHR |     |     |     | Punti | Pos. |
| 2022    | NorthWest AMR       | LMGTE Am  | Aston Martin Vantage AMR | 1   | 3   | 2   | 8   | 5   | 5   |     |     |     | 118   | 2°   |
| Anno    | Squadra             | Classe    | Vettura                  | SEB | ALG | SPA | LMS | MON | FUJ | BHR |     |     | Punti | Pos. |
| 2023    | Northwest AMR       | LMGTE Am  | Aston Martin Vantage AMR | 11  | 13  |     |     |     |     |     |     |     | 0     | 29°  |
| Legenda |                     |           |                          |     |     |     |     |     |     |     |     |     |       |      |

* Stagione in corso.

### Risultati completi DTM
(legenda) (Le gare in grassetto indicano la pole position) (Le gare in corsivo indicano Gpv)
| Anno | Team            | Vettura                     | 1   | 2   | 3   | 4   | 5   | 6   | 7   | 8   | 9   | 10  | 11  | 12  | 13  | 14  | 15  | 16  | Punti | Pos. |
| ---- | --------------- | --------------------------- | --- | --- | --- | --- | --- | --- | --- | --- | --- | --- | --- | --- | --- | --- | --- | --- | ----- | ---- |
| 2022 | T3 Motorsport   | Lamborghini Huracán GT3 Evo | POR | POR | LAU | LAU | IMO | IMO | NOR | NOR | NÜR | NÜR | SPA | SPA | RBR | RBR | HOC | HOC | 0     | 30º  |
| 2022 | T3 Motorsport   | Lamborghini Huracán GT3 Evo | 12  | Rit | 13  | Rit |     |     |     |     |     |     |     |     |     |     |     |     | 0     | 30º  |
| 2024 | SSR Performance | Lamborghini Huracán GT3 Evo | OSC | OSC | LAU | LAU | ZAN | ZAN | NOR | NOR | NÜR | NÜR | SAC | SAC | RBR | RBR | HOC | HOC | 74*   |      |
| 2024 | SSR Performance | Lamborghini Huracán GT3 Evo | Rit | Rit | 8   | Rit | 12  | 14  | 4   | 1   | 8   | Rit | 14  | 11  | 13  | 16  |     |     | 74*   |      |

† Pilota ospite, non in classifica.
* Stagione in corso.